# Martina Fidanza
Martina Fidanza (Ponte San Pietro, 5 novembre 1999) è una pistard e ciclista su strada italiana che corre per il Team Visma-Lease a Bike e per il Gruppo Sportivo Fiamme Oro. Specialista della pista, ha vinto quattro titoli europei e si è laureata campionessa del mondo per tre volte, il primo nel  2021 nello scratch, mentre nel   2022 ha ottenuto l'iride nello scratch e nell'inseguimento a squadre.
È figlia di Giovanni Fidanza, anche lui ciclista, professionista dal 1988 al 1997, e sorella di Arianna, Elite dal 2014.

## Carriera

### 2016-2017: le vittorie tra le Juniores
Nel 2016, a diciassette anni, diventa campionessa italiana Juniores nei 500 metri a cronometro, nel keirin, nell'omnium, nella velocità e, in coppia con Gloria Manzoni, nella velocità a squadre; sempre in coppia con Manzoni conquista anche due argenti internazionali Juniores nella velocità a squadre, ai Mondiali di Aigle (nella stessa rassegna arriva anche decima nei 500 metri e nella velocità e ottava nel keirin) e agli Europei di Montichiari (in tale rassegna è anche sesta nei 500 m e quarta nella velocità). Nella stagione su strada porta a conclusione la gara in linea Juniores ai Mondiali di Doha.
Nel 2017 è ancora protagonista su pista. In stagione tra le Juniores diventa campionessa mondiale a Montichiari e campionessa europea a Sangalhos nelle due specialità  dello scratch e dell'inseguimento a squadre, quest'ultimo in quartetto con Chiara Consonni, Vittoria Guazzini e Letizia Paternoster; è anche medaglia d'argento europea nel keirin. In stagione arriva anche la convocazione in Nazionale maggiore per la prova di velocità a squadre ai Mondiali di Hong Kong (conclude undicesima). Nella stagione su strada ottiene alcune vittorie in gare Juniores, tra cui il prologo e una tappa al Giro della Campania in Rosa, e piazzamenti quali il terzo posto nel Trofeo Da Moreno e il secondo posto in linea, alle spalle di Paternoster, ai campionati italiani; con la maglia della Nazionale non conclude la gara in linea ai Mondiali di Bergen, mentre arriva ai piedi del podio, quarta, nella gara in linea degli Europei di Herning.

### Dal 2018: i successi da Under-23 ed Elite
A diciannove anni, nel 2018, Fidanza passa Elite su strada con l'Eurotarget-Bianchi-Vitasana, squadra UCI diretta dal padre Giovanni, dove trova la sorella Arianna come compagna di squadra; in stagione corre alcune gare del calendario internazionale e partecipa al suo primo Giro d'Italia, ritirandosi prima della settima tappa. Su pista diventa campionessa italiana Elite nel keirin (titolo confermato anche l'anno successivo), mentre ad Aigle vince l'argento europeo nella velocità a squadre Under-23 con Gloria Manzoni e Miriam Vece.
Nel 2019 si impone in alcune gare del calendario nazionale su strada (il prologo e una tappa al Giro della Campania in Rosa, la Coppa Caivano e il Giro della Provincia di Pordenone), partecipando anche ad alcune gare estere; con la Nazionale azzurra prende parte alla gara in linea Under-23 degli Europei di Alkmaar, chiudendo 51ª. Su pista si impone nelle gare di scratch in due tappe della Coppa del mondo 2018-2019 (Cambridge e Hong Kong) e chiude diciassettesima nella velocità a squadre ai Mondiali di Pruszków, decima nello scratch agli Europei di Apeldoorn e seconda nello scratch ai Giochi europei di Minsk alle spalle di Kirsten Wild. 

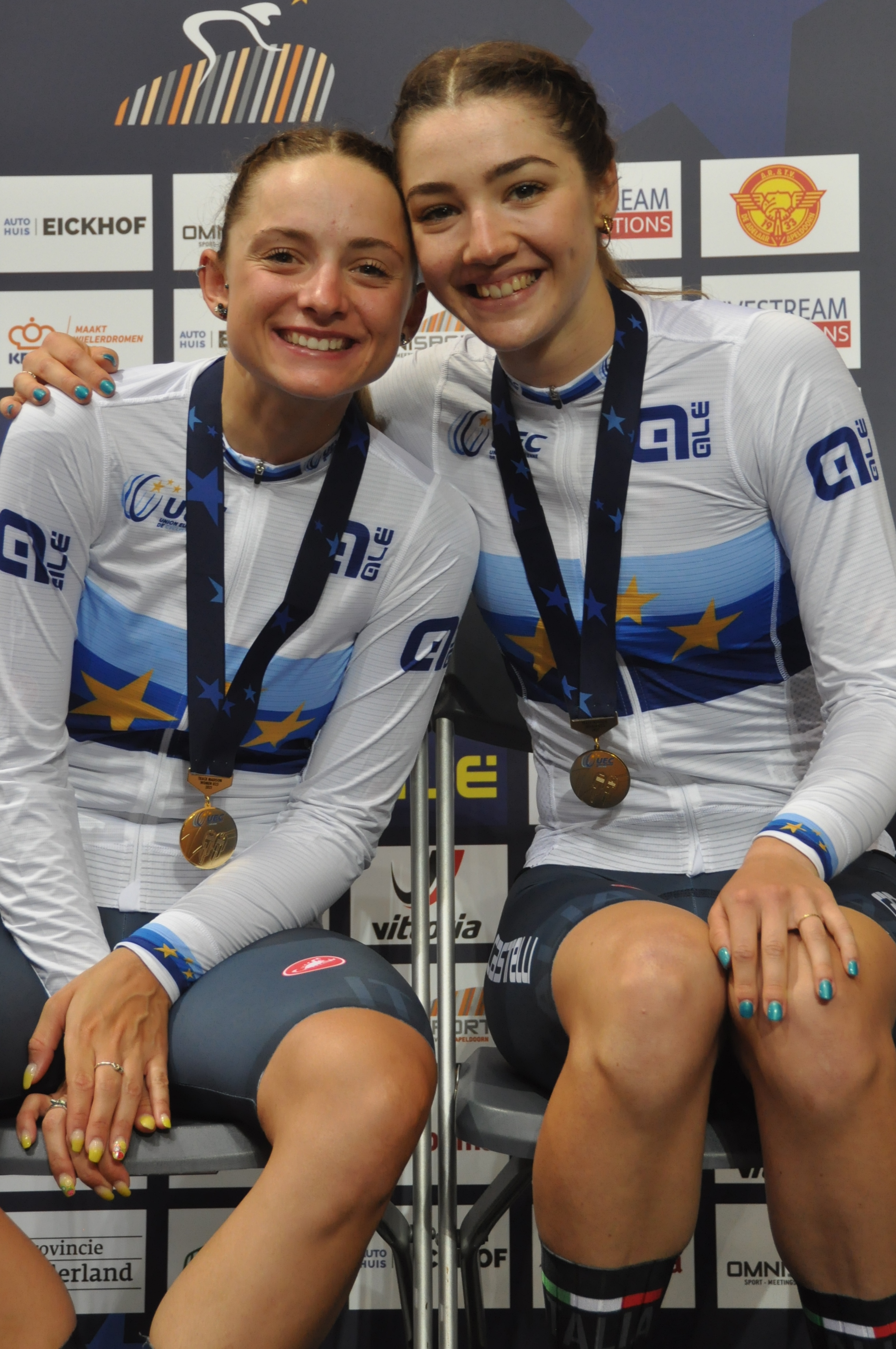
Martina Fidanza e Chiara Consonni festeggiano il titolo europeo Under-23 2021 nell'americana

Nel 2020 su pista Fidanza è quinta nello scratch ai Mondiali di Berlino e medaglia d'oro di specialità agli  Europei Elite di Plovdiv; conquista inoltre tre titoli agli Europei Under-23 di Fiorenzuola d'Arda, imponendosi nell'inseguimento a squadre (insieme a Marta Cavalli, Chiara Consonni e Vittoria Guazzini), nell'americana con la stessa Consonni e nello scratch. Su strada partecipa al suo secondo Giro d'Italia (va però fuori tempo massimo nella seconda tappa) ed è seconda in una frazione del Giro delle Marche.
Nel 2021 ai Mondiali su pista di Roubaix si aggiudica il titolo iridato di scratch e la medaglia d'argento nell'inseguimento a squadre con Martina Alzini, Elisa Balsamo, Chiara Consonni e Letizia Paternoster (schierata nelle qualificazioni); con le stesse Alzini e Paternoster, oltre a Rachele Barbieri e Silvia Zanardi, è anche argento di inseguimento agli Europei Elite su pista di Grenchen. In stagione è protagonista anche agli Europei Under-23 su pista di Apeldoorn, vincendo i titoli continentali di americana (con Chiara Consonni) e di inseguimento a squadre (con la stessa Consonni, Eleonora Gasparrini e Silvia Zanardi) e il bronzo nello scratch. Per quanto concerne la stagione su strada, ottiene un piazzamento Top 10 al BeNe Tour in Belgio.

## Palmarès

### Pista
- 2016 (juniores)

Campionati italiani, Velocità a squadre Juniores
Campionati italiani, 500 metri a cronometro Juniores
Campionati italiani, Keirin Juniores
Campionati italiani, Omnium Juniores
Campionati italiani, Velocità Juniores
- 2017

Campionati mondiali Juniores, Scratch
Campionati mondiali Juniores, Inseguimento a squadre (con Letizia Paternoster, Chiara Consonni e Vittoria Guazzini)
Campionati europei Juniores e U23, Scratch Juniores
Campionati europei Juniores e U23, Inseguimento a squadre Juniores (con Letizia Paternoster, Chiara Consonni e Vittoria Guazzini)
- 2018

Campionati italiani, Keirin
- 2019

Coppa del mondo 2018-2019, Cambridge, Scratch
Coppa del mondo 2018-2019, Hong Kong, Scratch
Campionati italiani, Keirin
- 2020

Campionati europei Juniores e U23, Inseguimento a squadre Under-23 (con Marta Cavalli, Chiara Consonni e Vittoria Guazzini)
Campionati europei Juniores e U23, Scratch Under-23
Campionati europei Juniores e U23, Americana Under-23 (con Chiara Consonni)
Campionati europei, Scratch
- 2021

Piceno Sprint Cup, 500 metri a cronometro
Piceno Sprint Cup, Omnium
Campionati europei Juniores e U23, Inseguimento a squadre Under-23 (con Chiara Consonni, Eleonora Gasparrini e Silvia Zanardi)
Campionati europei Juniores e U23, Americana Under-23 (con Chiara Consonni)
Campionati italiani, Americana (con Rachele Barbieri)
Campionati del mondo, Scratch
- 2022

2ª prova Coppa delle Nazioni, Scratch (Milton)
2ª prova Coppa delle Nazioni, Inseguimento a squadre (Milton, con Elisa Balsamo, Chiara Consonni, Barbara Guarischi e Silvia Zanardi)
Tre sere di Pordenone, Corsa a punti
Tre sere di Pordenone, Americana (con Barbara Guarischi)
Sei giorni delle Rose, Americana (con Letizia Paternoster)
Campionati italiani, Keirin
Campionati italiani, Scratch
Campionati italiani, Americana (con Rachele Barbieri)
Campionati italiani, Corsa a eliminazione
Campionati del mondo, Scratch
Campionati del mondo, Inseguimento a squadre (con Martina Alzini, Elisa Balsamo, Chiara Consonni e Vittoria Guazzini)
- 2023

Campionati italiani, Scratch
Campionati italiani, Americana (con Martina Alzini)
Campionati italiani,  Omnium
Sei giorni delle Rose, Omnium
Sei giorni delle Rose, Corsa a eliminazione
Track Cycling Challenge, Americana (con Letizia Paternoster)
- 2024

Campionati europei, Inseguimento a squadre (con Elisa Balsamo, Vittoria Guazzini e Letizia Paternoster)
Trois Jours d'Aigle, Americana (con Martina Alzini)
- 2025

Life's an Omnium, Scratch
Life's an Omnium, Corsa a eliminazione
Campionati europei, Scratch
Campionati europei, Inseguimento a squadre (con Martina Alzini, Chiara Consonni e Vittoria Guazzini)

### Strada
- 2017 (juniores)

Prologo Giro della Campania in Rosa (cronometro)
1ª tappa Giro della Campania in Rosa
- 2019 (Eurotarget-Bianchi-Vittoria, tre vittorie)

Prologo Giro della Campania in Rosa
2ª tappa Giro della Campania in Rosa, valida come Coppa Caivano
Giro della Provincia di Pordenone
- 2022 (Ceratizit-WNT, tre vittorie)

Prologo Giro della Campania in Rosa (Mondragone, con il G.S. Fiamme Oro)
2ª tappa Giro della Campania in Rosa, valida come Coppa Caivano (Caivano, con il G.S. Fiamme Oro)
1ª tappa Premondiale Giro di Toscana-Memorial Fanini (Campi Bisenzio > Campi Bisenzio)
- 2023 (Ceratizit-WNT, una vittoria)

Ronde de Mouscron
- 2024 (Ceratizit-WNT, tre vittorie)

GP Mazda Schelkens
2ª tappa Thüringen Tour (Gera > Gera)
3ª tappa Thüringen Tour (Erfurt > Erfurt)
- 2025 (Team Visma-Lease a Bike, due vittorie)

Festival Elsy Jacobs à Luxembourg
Trofee Maarten Wynants

## Piazzamenti

### Grandi Giri
- Giro d'Italia

2018: non partita (7ª tappa)
2020: fuori tempo massimo (2ª tappa)
2022: 93ª

### Competizioni mondiali
- Campionati del mondo su pista

Aigle 2016 - Velocità a squadre Juniores: 2ª
Aigle 2016 - 500 m Juniores: 10ª
Aigle 2016 - Keirin Juniores: 8ª
Aigle 2016 - Velocità Juniores: 10ª
Montichiari 2017 - Inseguimento a squadre Juniores: vincitrice
Montichiari 2017 - Scratch Juniores: vincitrice
Hong Kong 2017 - Velocità a squadre: 11ª
Pruszków 2019 - Velocità a squadre: 17ª
Berlino 2020 - Scratch: 5ª
Roubaix 2021 - Scratch: vincitrice
Roubaix 2021 - Inseguimento a squadre: 2ª
Saint-Quentin-en-Yvelines 2022 - Scratch: vincitrice
Saint-Quentin-en-Yvelines 2022 - Inseguimento a squadre: vincitrice
Glasgow 2023 - Scratch: 4ª
Glasgow 2023 - Inseguimento a squadre: 4ª
Glasgow 2023 - Americana: 5ª
Ballerup 2024 - Inseguimento a squadre: 3ª
Ballerup 2024 - Scratch: 4ª
- Campionati del mondo su strada

Doha 2016 - In linea Juniores: 68ª
Bergen 2017 - In linea Juniores: ritirata
- Giochi olimpici

Parigi 2024 - Inseguimento a squadre: 4ª

### Competizioni continentali
- Campionati europei su pista

Montichiari 2016 - Vel. a squadre Juniores: 2ª
Montichiari 2016 - 500 metri Juniores: 6ª
Montichiari 2016 - Velocità Juniores: 4ª
Sangalhos 2017 - Inseg. a sq. Juniores: vincitrice
Sangalhos 2017 - Keirin Juniores: 2ª
Sangalhos 2017 - Scratch Juniores: vincitrice
Aigle 2018 - Vel. a squadre Under-23: 2ª
Apeldoorn 2019 - Scratch: 10ª
Fiorenzuola 2020 - Inseg. a sq. Under-23: vincitrice
Fiorenzuola 2020 - Americana Under-23: vincitrice
Fiorenzuola 2020 - Scratch Under-23: vincitrice
Plovdiv 2020 - Scratch: vincitrice
Apeldoorn 2021 - Scratch Under-23: 3ª
Apeldoorn 2021 - Inseg. a sq. Under-23: vincitrice
Apeldoorn 2021 - Americana Under-23: vincitrice
Grenchen 2021 - Inseguimento a squadre: 2ª
Grenchen 2021 - Scratch: 5ª
Grenchen 2021 - Americana: 6ª
Monaco di Baviera 2022 - Scratch: 11ª
Monaco di Baviera 2022 - Inseg. a squadre: 2ª
Grenchen 2023 - Scratch: 5ª
Grenchen 2023 - Inseguimento a squadre: 2ª
Apeldoorn 2024 - 500 metri a cronometro: 18ª
Apeldoorn 2024 - Inseg. a squadre: vincitrice
Apeldoorn 2024 - Scratch: 3ª
Heusden-Zolder 2025 - Scratch: vincitrice
Heusden-Zolder 2025 - Inseguimento a squadre: vincitrice
Heusden-Zolder 2025 - Chilometro a cronometro: 2ª
- Campionati europei su strada

Herning 2017 - In linea Juniores: 4ª
Alkmaar 2019 - In linea Under-23: 51ª
- Giochi europei

Minsk 2019 - Velocità a squadre: 8ª
Minsk 2019 - Scratch: 2ª

## Riconoscimenti
- Premio Gino Bartali nel 2022[8]